# Gmina Orehovica
Gmina Orehovica (chorw. Općina Orehovica) – gmina w Chorwacji, w żupanii medzimurskiej. W 2011 roku liczyła  2685 mieszkańców.